# 小川弘 (哲学者)
小川 弘（おがわ ひろし、1920年6月 - 2010年7月17日）は、日本の哲学者・大学教授。

## 生涯
日本統治下の台湾・台北市に生まれる。1944年に東京商科大学を卒業。1954年に東京教育大学文学部哲学科哲学の助教授になる。認識論を研究する。1978年に筑波大学教授になる。1984年に筑波大学を定年退職。1988年に八千代国際大学政治経済学部哲学担当教授になる。1996年に八千代国際大学を退職。2010年7月17日に死去、90歳没。
東京教育大学の筑波移転問題にからんで、慎重な姿勢を取った文学部と、積極的だった理学部を中心とする部分の間には、大学の意思決定機関だった評議会の運営をめぐる軋轢があった。小川は移転強行反対の立場に立った。しかし現実は、移転強行派が勝つ形で、教育大学の閉学・筑波大学新設へと進んだ。そのため、移転強行反対の立場に立った文学部の教官が、筑波大学が発足する以前に定年で退職したり他大学に移籍する中で、小川はあえて在職の道を選んだ。教育大学の閉学に際しては筑波大学に教授のポストを与えられたが、こうした経過のために「学校教育部」に所属させられ、筑波大学の学生相手に教鞭をとることはなかった。

## 略年譜
- 1920年6月、台湾台北市に生まれる
- 1938年、3月に台北州立台北第一中学校を卒業し、4月に東京商科大学予科に入学
- 1941年、3月に予科を修了し、4月に本科に入学
- 1943年4月、肺結核罹患のために休学し、台湾で静養
- 1943年11月、徴兵検査を受ける（愛知県一宮市、第三乙）
- 1944年2月、学徒動員により召集され、中部第九部隊に入隊
- 1944年9月、東京商科大学を卒業
- 1945年10月、召集解除
- 1946年10月、東京都立千歳高等女学校の嘱託教員になる
- 1948年5月、東京文理科大学大学院研究科（哲学）に入学
- 1949年、4月に東京都立千歳高等女学校を退職し、5月に工学院大学助教授になる
- 1950年9月、木野喜久子と結婚
- 1953年4月、東京文理科大学大学院での研究を修了：論文『カントの道徳律』
- 1954年6月、東京教育大学文学部哲学科哲学の助教授になる（第一講座担当）
- 1969年4月、札幌商科大学非常勤講師（哲学担当、前期半年間）
- 1971年1月、文学博士取得（東京教育大学）：論文『理論と実践－唯物論への一つの提言』
- 1978年4月、配置換えにより筑波大学教授（学校教育部）
- 1978年10月、熊本大学教育学部非常勤講師（哲学担当、後期半年間）
- 1982年4月、一橋大学大学院社会学研究科非常勤講師（哲学担当、前期半年間）
- 1984年、筑波大学を定年退職
- 1988年4月、八千代国際大学政治経済学部哲学担当教授になる
- 1996年3月、八千代国際大学を定年退職[1]
- 2010年7月17日、逝去、享年90

## 著作
- 『近代化と道徳』紀伊國屋書店、1965年
- 『近代哲学の原点』弘文堂、1971年
- 『時間と運動』御茶の水書房、1986年
- 『哲学から信仰・宗教を見る』あずさ書店、2002年

## 論文
- 「先天的綜合的諸認識」『一橋論叢』第25巻5号、一橋大学、1951年5月
- 「カントの道徳律」『哲学論叢』第15輯、東京教育大学哲学会、1953年3月
- 「現象学的観念論の性格」『哲学論叢』第16輯、東京教育大学哲学会、1954年3月
- 「フッサールにおける他我の超越について」『一橋論叢』第32巻1号、1954年7月
- 「世界と有限的超越－ハイデガー哲学研究」『文学部紀要』第5号、東京教育大学、1956年3月
- 「観念論と意識内在性の立場－観念論の論理」『文学部紀要』第25号、東京教育大学、1960年3月
- 「続・観念論と意識内在性の立場－観念論の論理」『文学部紀要』第30号、東京教育大学、1961年3月
- 「いわゆる「反映」ということについて－唯物論の認識論に対する一考察」『一橋論叢』第60巻2号、1968年8月
- 「唯物論と素朴実在論」『一橋論叢』第60巻6号、一橋大学、1968年12月
- 「観念論批判の視点」『文学部紀要』第75号、東京教育大学、1969年3月
- 「理論と実践－唯物論への一つの提言」学位論文（東京教育大学）、1971年1月
- 「認識の始源の問題（1）」『文学部紀要』第80号、東京教育大学、1971年3月
- 「認識の始源の問題（2）」『文学部紀要』第85号、東京教育大学、1972年3月
- 「近代化と思想史」『一橋論叢』第68巻5号、1972年11月
- 「アンティノミーとゼノンのパラドックス（1）」『文学部紀要』第95号、東京教育大学、1974年3月
- 「アンティノミーとゼノンのパラドックス（2）」『文学部紀要』第100号、東京教育大学、1975年3月
- 「存在論について」『国際研究論集』第1巻1・2合併号、八千代国際大学、1983年4月
- 「信仰の思想史と認識の理論」『国際研究論集』第7巻1号、八千代国際大学、1996年4月
- 「信仰の思想史と認識の理論」『国際研究論集』第7巻2号、八千代国際大学、1996年7月